# Famille Morpurgo
Cette page explique l’histoire ou répertorie les différents membres de la famille Morpurgo.

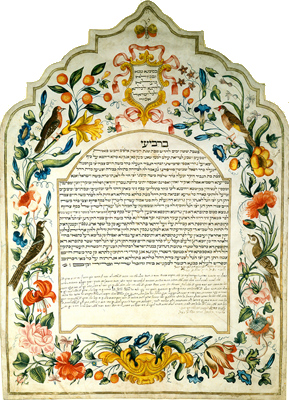
Ketouba (contrat de mariage) entre Mose Hayyim Zemah fils de Raphael Samson Morpurgo et Rachel fille de Solomon Mose Sonino, Ancône, 25 décembre 1816.

La famille Morpurgo (he. מורפורגו ) est une famille juive austro-italienne, originaire de Marbourg en Styrie (Autriche) ou plus probablement de Maribor (Slovénie) - anciennement Marburg an der Drau en Autriche -, ces deux villes étant connues sous le nom de « Marburg » ou « Marburgo », dont la famille a pris le nom en italien lorsque les Juifs ont eu l'obligation de choisir des noms de famille.
L'ancêtre connu des Morpurgo est Moise Jacob de Bad-Rackersburg (Autriche). La descendance de ses trois petits-fils morts à Maribor, répartie en Europe, prendra les noms de Maribor, Marburg, Marpurg, Marlborough, Murphy et Morpurgo selon les prononciations locales.
La famille Morpurgo s’établit notamment à Gorizia, Split, Trieste, Gradisca d'Isonzo dans l'actuelle Italie,,.
Arnaldo Momigliano et Lionel Lévy indiquent que la « tribu Morpurgo » est « célèbre en Italie par le grand nombre de rabbins, d'intellectuels brillants et de parlementaires qu'elle a fournis, » ainsi que de philanthropes. Nombre d'entre les Morpurgo européens mourront assassinés par les nazis en 1943-44.
Dans son testament rédigé en 1941, Mario Morpurgo (1867-1943) lègue tous ses biens à la ville de Trieste dont le Palais Morpurgo acheté en 1870, devenu musée. Eduardo Morpurgo (1866-1942) fait lui aussi don d'une partie de ses biens à la bibliothèque de l'Université de Padoue.

## PersonnalitésEn cours
La famille Morpurgo compte notamment les personnalités suivantes :

### XIVesiècle
- Moises Jacob, de Bad-Rackersburg en Autriche
- Petachia (1355-1460), fils de Moise Jacob
- Trois trois fils de Petachia, morts à Maribor.

### XVIIesiècle
- Samson (ben Joshua Moses) Morpurgo (Gradisca d'Isonzo 1681-1740), rabbin et médecin italien, docteur en philosophie, talmudiste, érudit de la Loi en halaklha. En 1731, l'Église d'Ancône lui présenta publiquement ses remerciements pour son dévouement auprès des malades chrétiens malgré les interdits. Ses travaux et ses responsa furent publiées après sa mort[8].

### XVIIIesiècle
- Moïse Ḥayyim Zemah Morpurgo (XVIII-XIXe siècle), fils du rabbin Samson d'Ancône ; il publia les écrits de son père.

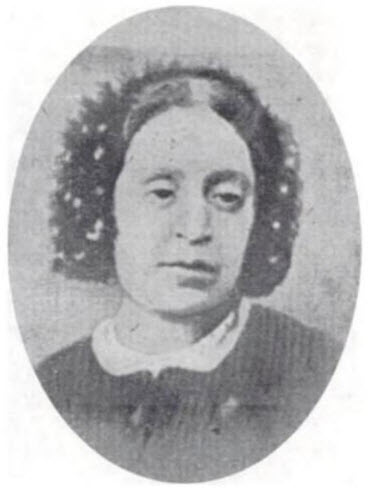
Rachel Luzzatto Morpurgo.

- Rachel Luzzatto Morpurgo.Elia Morpurgo (1740-1830), rabbin, auteur, pédagogue, promoteur de la Haskala.
- Davide et Ezekiele Morpurgo (XVIII-XIXe siècle), conseillers municipaux d'Ancône.
- Giuseppe Lazaro Morpurgo (1759-1833), poète et financier, bonapartiste, président de la communauté juive de Trieste, fondateur de la compagnie d'assurance Assicurazioni Generali de Trieste. Il écrit des vers en hébreu et en italien[7].
- Samuel Morpurgo, devenu Philippe Sarchi (1764-1830), grammairien et philologue hébraïque.
- Rachel Morpurgo née Luzzatto (Trieste 1790-1871), poétesse hébraïsante signant The Worm ou Rimah ("petite Rachel Morpurgo"), traduite en plusieurs langues après sa mort, elle épouse Jacob Morpurgo en 1819 qui désapprouva ses efforts littéraires. À 65 ans, elle offre ses services aux Montefiore sur le chemin de la Palestine[9],[10] ; tante ou grand-mère de Louise ?

### XIXesiècle
- Charles Sarchi (1803-1879), financier, philosophe et essayiste.
- Elio von Morpurgo (1805-1876), banquier et industriel italo-autrichien.
- Emilio Morpurgo (1822-1882), professeur d'économie à l'Université de Padoue et sous-secrétaire pour l'agriculture en 1867[7].
- Gioacchino Morpurgo (Trieste 1834 - 1886 Vienne), banquier, époux de Rudolfine Morpurgo (Frankfort-sur-Main 1837 - 1916 Vienne) née Weisweiller.
- Emilio Morpurgo (it) (1836–1885) académicien, recteur d'université et homme politique italien.

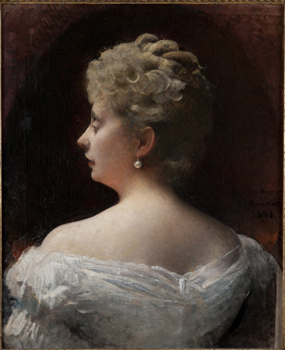
Louise Cahen d’Anvers, née Morpurgo (1845-1926).

- Louise Cahen d’Anvers, née Morpurgo (1845-1926).Abraham Vita Morpurgo, publiciste à Gorizia, fondateur du journal « Corriere Israelitico » en 1867. Il collectionnait les prières en italien pour les Juifs de Trieste (1855), et a traduit la Haggadah en italien (1864)[7].
- Louise de Morpurgo (Trieste 1845 - 1926 Paris), fille de Joseph Morpurgo et d'Elise Parente, épouse de Louis Cahen d'Anvers, mère notamment d'Irène Cahen d'Anvers.
- Elio Morpurgo (Udine 1858-1944), député-maire en 1908, sénateur et sous-secrétaire d'État italien, nommé sénateur à vie en 1920, président du groupe Lloyds Autrichien (Trieste), déporté en 1943 et assassiné par les nazis[7].
- Salomon Morpurgo (Trieste 1860-1942), philologue italien, médiéviste et bibliothécaire de la Marciana de Venise, du Palazzo della Zecca et à la Bibliothèque nationale de Florence puis professeur de littérature italienne à l'Université de Bologne. Alors étudiant, il fut emprisonné pour nationalisme par les autorités autrichiennes puis alla à Rome[11].
- Benedetto Morpurgo (1861-1944 Buenos Aires), médecin légiste, membre de l'Académie Lincei, titulaire de la chaire de pathologie à l'Université de Turin de 1900 à 1935. À la suite des lois discriminatoires fascistes de 1938, il se réfugie en Argentine où il meurt[7].
- Gino Morpurgo (?-?), traducteur des livres de l'Ecclésiaste et d'Esther en italien (1898-1904)[7].
- Giulio Morpurgo (1865-1931), de Gorizia, il a enseigné la technologie commerciale à l'Université de Trieste et a écrit de nombreuses monographies sur des sujets commerciaux[7].
- Eduardo Morpurgo (1866-1948)

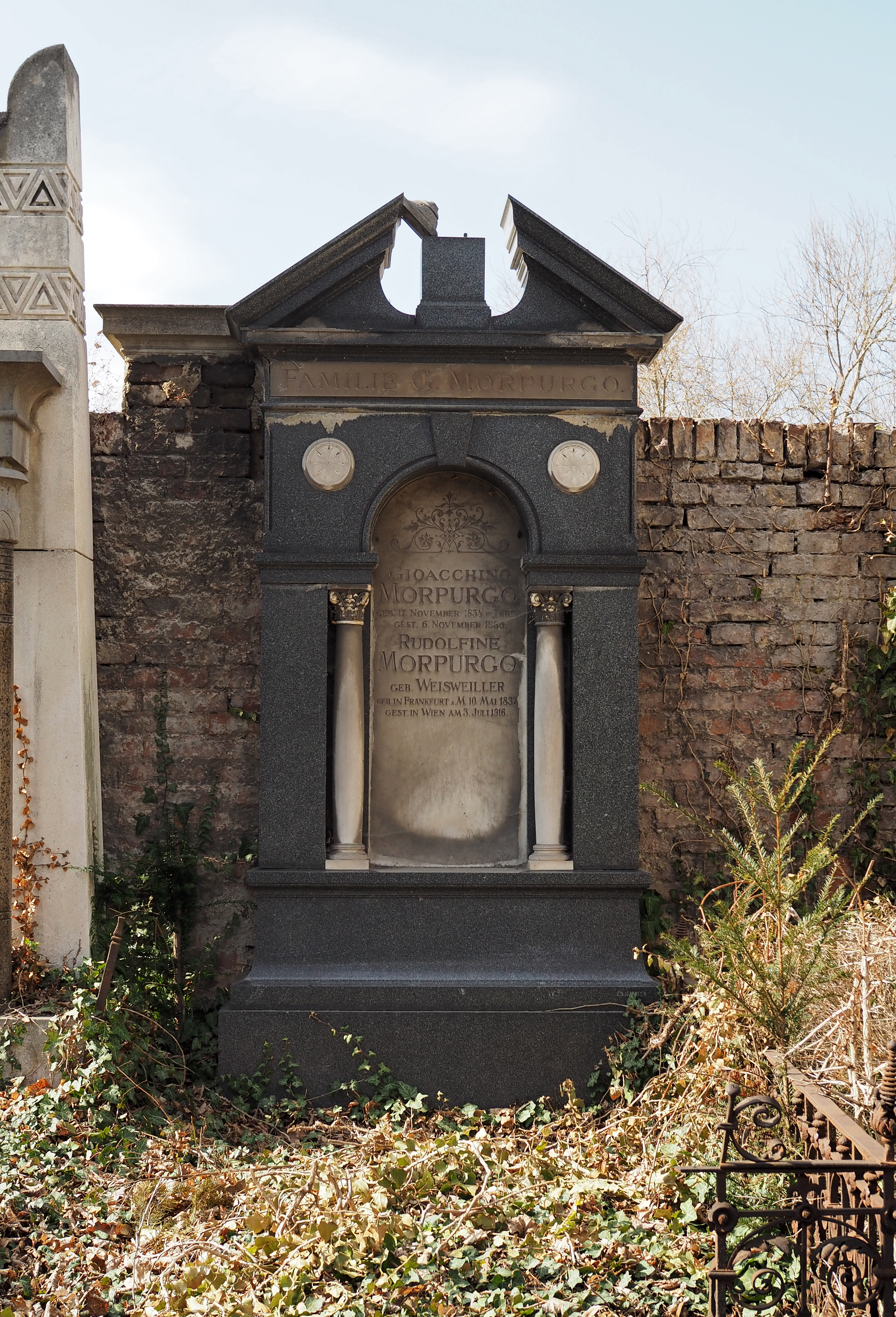
Tombe de Gioacchino Morpurgo et son épouse Rudolfine (née Weisweiller) à Vienne (Autriche).

- Tombe de Gioacchino Morpurgo et son épouse Rudolfine (née Weisweiller) à Vienne (Autriche). Edgardo Morpurgo (1866-1942), médecin et historien juif, auteur de Psicologia e Psicopatologia degli Ebrei (1905), Le origini del movimento sionista (1905), La Famiglia Morpurgo di Gradisca Sull » Isonzo, 1585-1885 (1909). Edgardo a fait don à la bibliothèque de l'Université de Padoue la collection de Judaica appartenant à sa famille, le Raccolta Morpurgo di letteratura e storia dei Popoli semitici, publié en 1924. Ses deux petits-fils furent pionniers en Palestine et sont morts durant la guerre d'Indépendance d'Israël (1848-49)[7].
- Mario Morpurgo (Trieste 1867-1943 Pordenone), fait don en 1941 de tous ses bien à la ville de Trieste.
- Giorgio Morpurgo, lieutenant colonel
- Reina Morpurgo épouse Simons (Amsterdam 1873-1943 Sobibor), assassinée par les nazis.
- Elda Michelstaedter Morpurgo (1879-1944 Ravensbrück), assassinée par les nazis.
- Abraham Morpurgo (1882-1943 Auschwitz), assassiné par les nazis.
- Luciano Morpurgo (it) (Spalato 1886-1971), photographe, éditeur, écrivain et poète italien, auteur de la Poesia della famiglia ebraica (1948).
- Giuseppe Morpurgo (1887-1967), auteur italien, éditeur, éducateur, pédagogue, enseignant à l'école secondaire, directeur après 1938 de l'école juive de Turin. Il publie notamment les romans Yom ha-Kippourim (1925) et Beati miséricordes(1930) où il s'interroge sur le devenir juif et la conscience catholique[12].
- Vittorio Ballio Morpurgo (it) (1890-1966), de Janeiro[7], architecte italien.
- Carlo Nathan Morpurgo (1890-1944 Auschwitz), assassiné par les nazis.
- Umberto de Morpurgo (1896-1961), joueur de tennis italien.

### XXesiècle

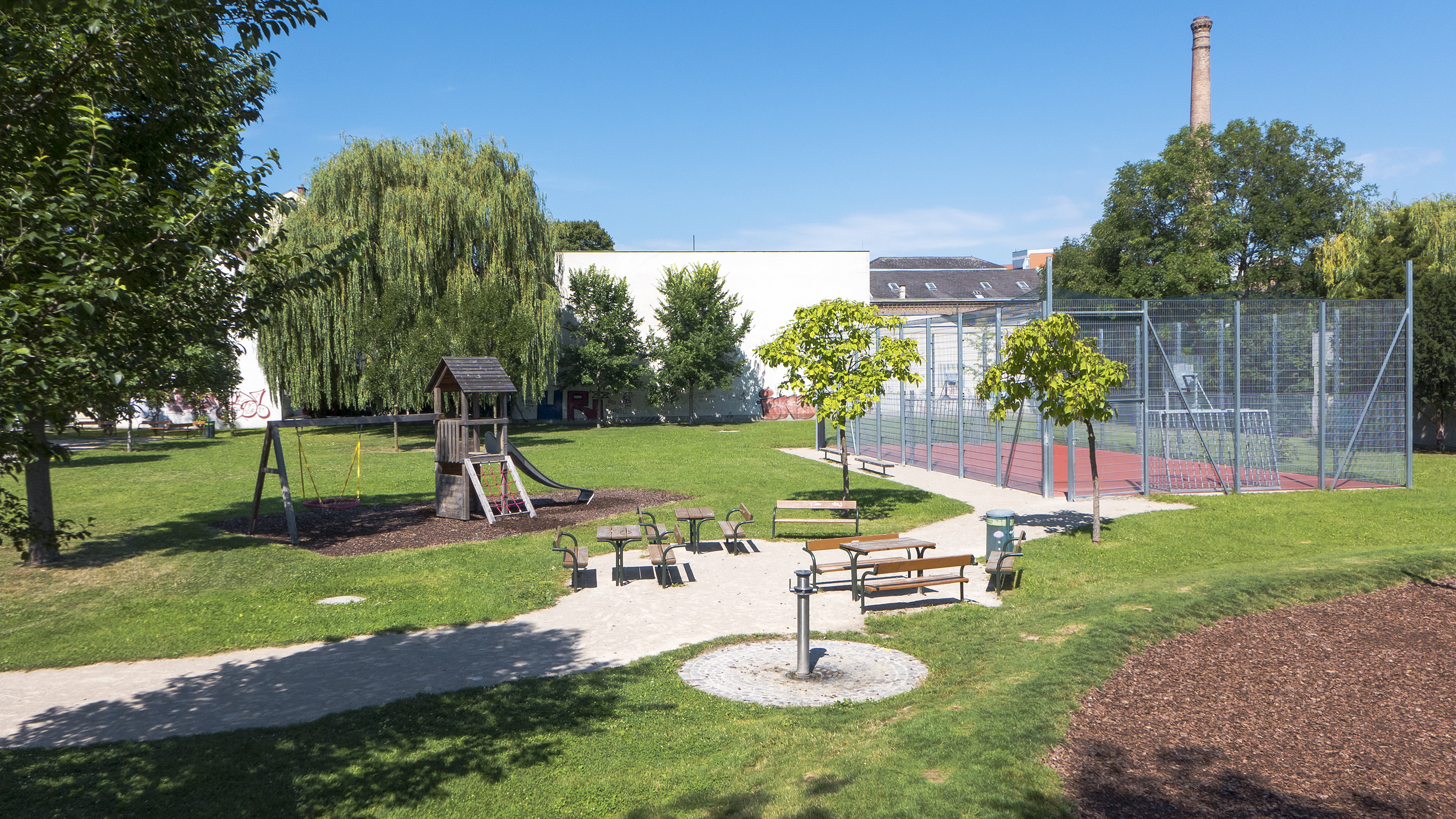
Parc Bruno-Morpurgo à Vienne.

- Parc Bruno-Morpurgo à Vienne.(nl) Johan Alfred Morpurgo (Paramaribo 1899-1973 Paramaribo), journaliste et homme politique catholique du Suriname.
- Tina Morpurgo (1907-1944), peintre, assassinée par des nazis, membres de la Schutzstaffel.
- Edith Morpurgo (1912-1942 Auschwitz), assassinée par les nazis.
- Gaddo Morpurgo (1920-1944 Forli), assassiné par les nazis.

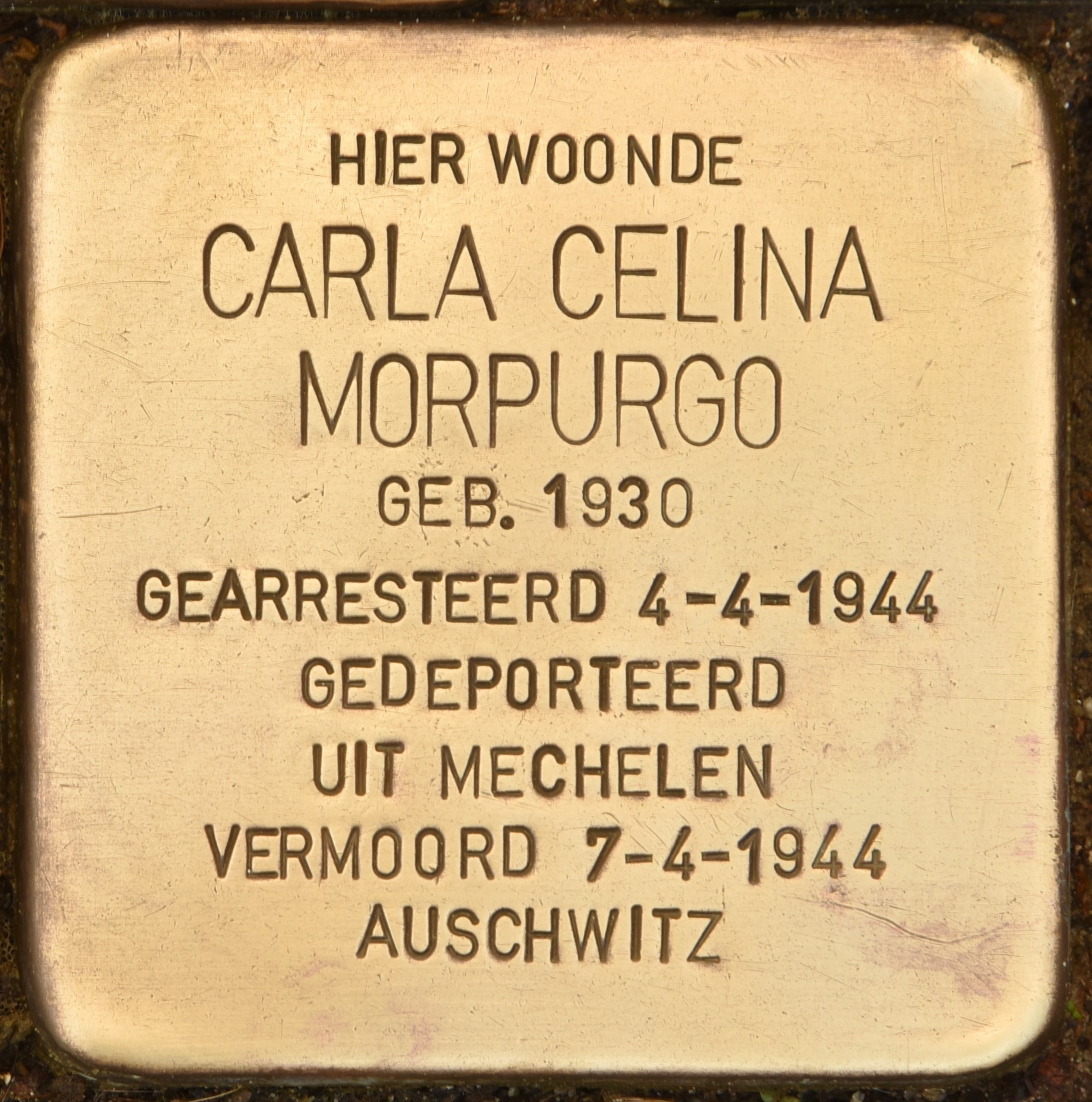
Stolperstein für Carla Celina Morpurgo

- Stolperstein für Carla Celina MorpurgoMarco Morpurgo (1920-1948), avec son frère architecte Edgardo, il a conçu des bâtiments à Rome, Tirana et Rio.
- Lisa Morpurgo (1923-1998), écrivain et astrologue.
- Michael Morpurgo (né en 1943), écrivain de littérature d'enfance et de jeunesse.
- Franco Morpurgo (Trieste 1943-2006 Bologne), promoteur politique et culturel.
- Clare Morpurgo (en), cofondatrice de l'association caritative des Fermes pour les enfants des villes.

## Noms donnés

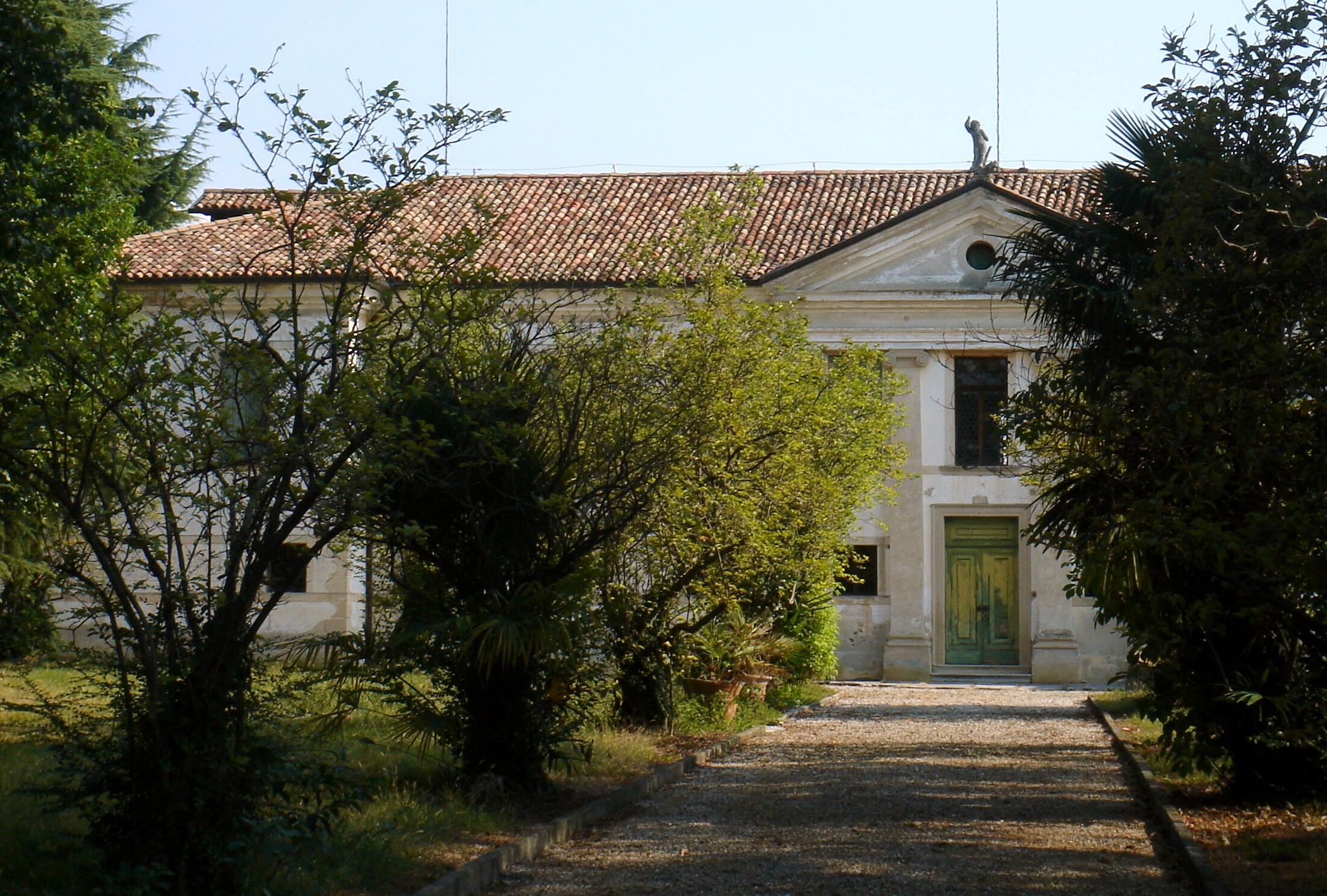
La villa Morpurgo.

La famille Morpurgo a donné son nom à :
- Villa Morpurgo (it), petit palais ou villa veneta des Morpurgo près de Venise.
- Musée Morpurgo, à Trieste, demeure historique des banquiers Morpurgo[13].
- (5521) Morpurgo, astéroïde découvert en 1991.

## Galerie

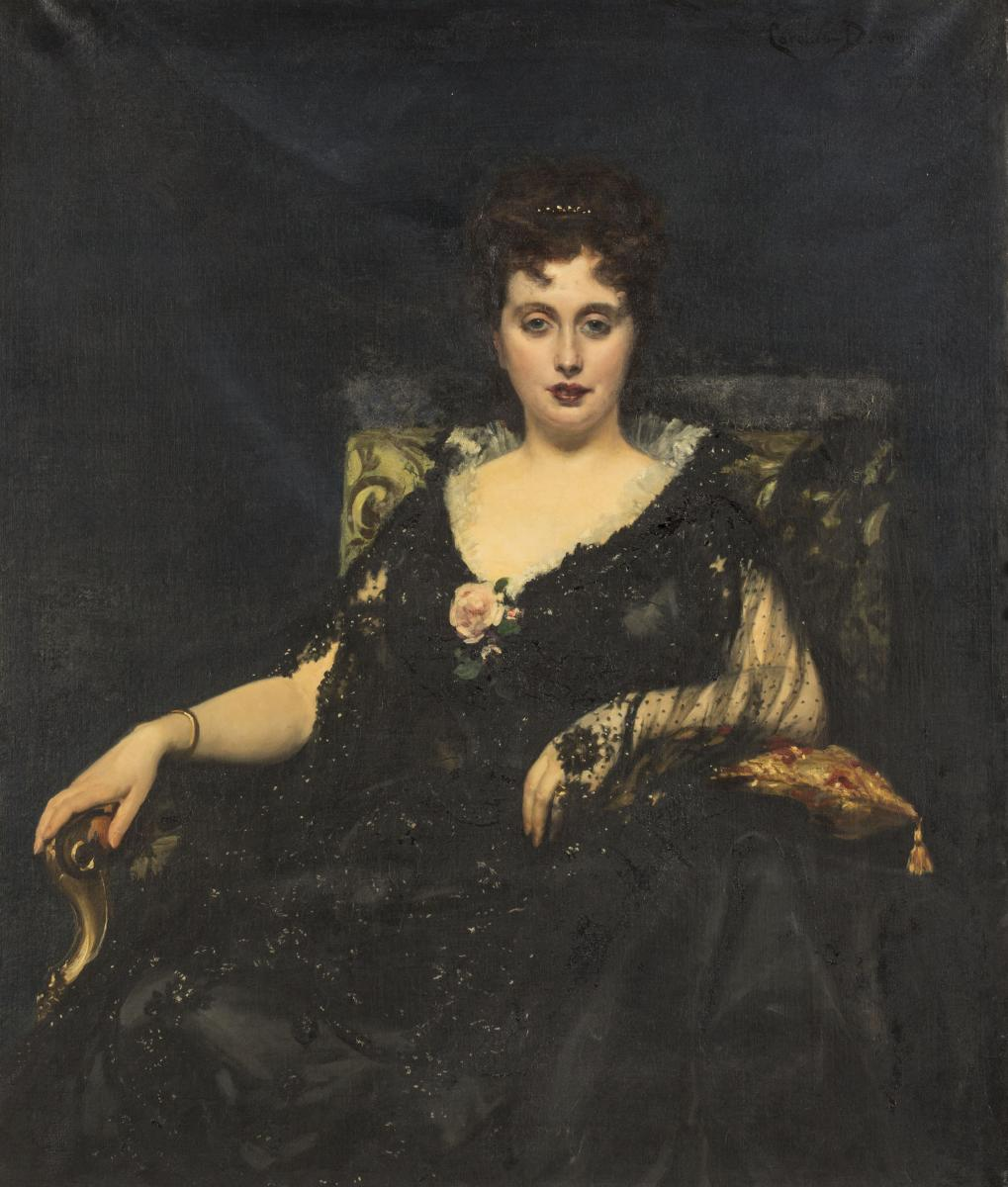
Louise Morpurgo, épouse Cahen d'Anvers par Carolus Duran, 1870.
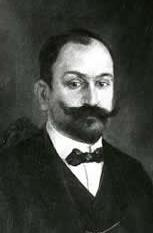
Elio Morpurgo (1858-1944), homme politique italien, vu par Domenico Failutti.
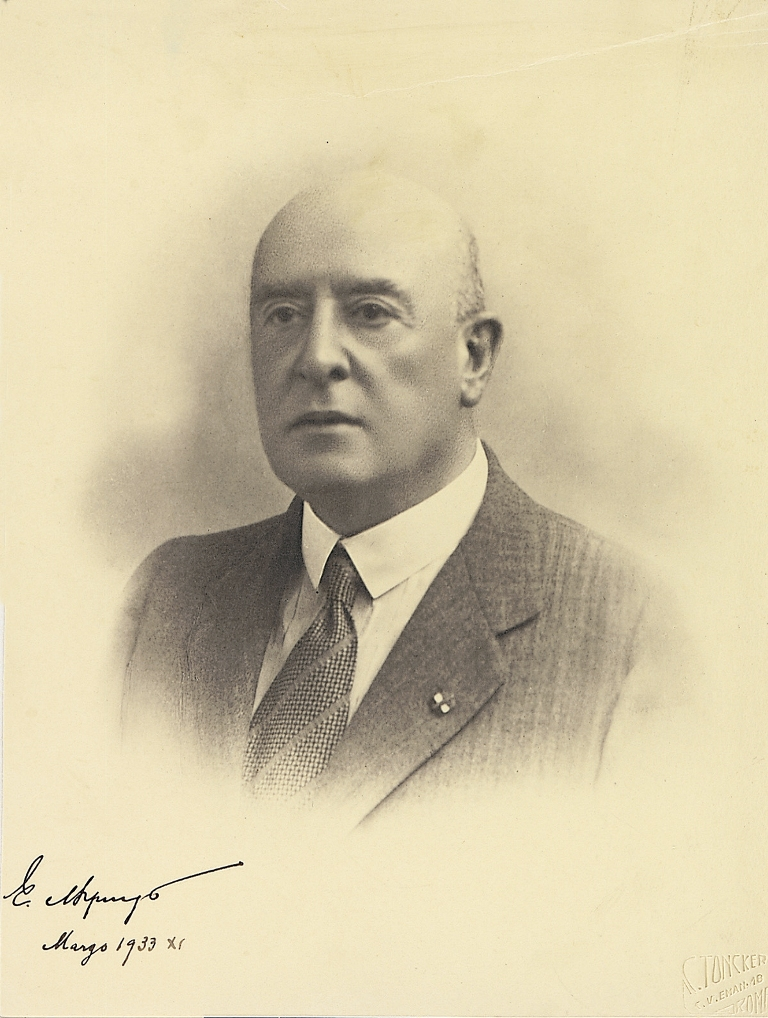
Edgardo Morpurgo (1866 –1948)
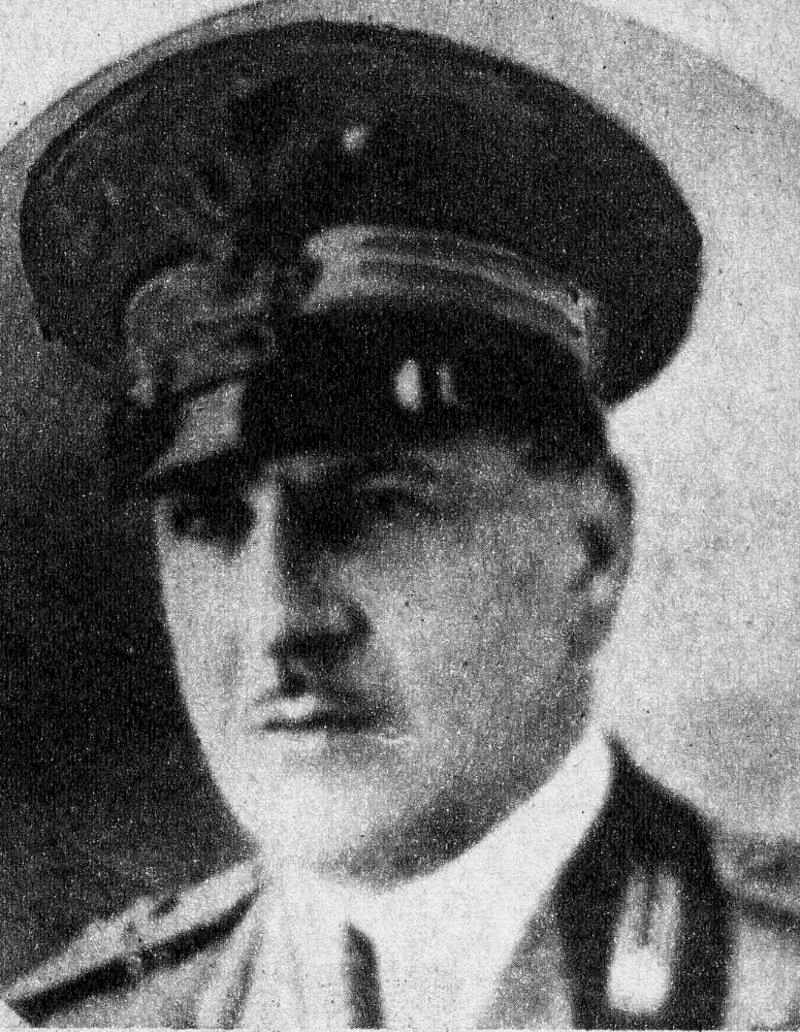
Le lieutenant colonel Giorgio Morpurgo, av. 1938.
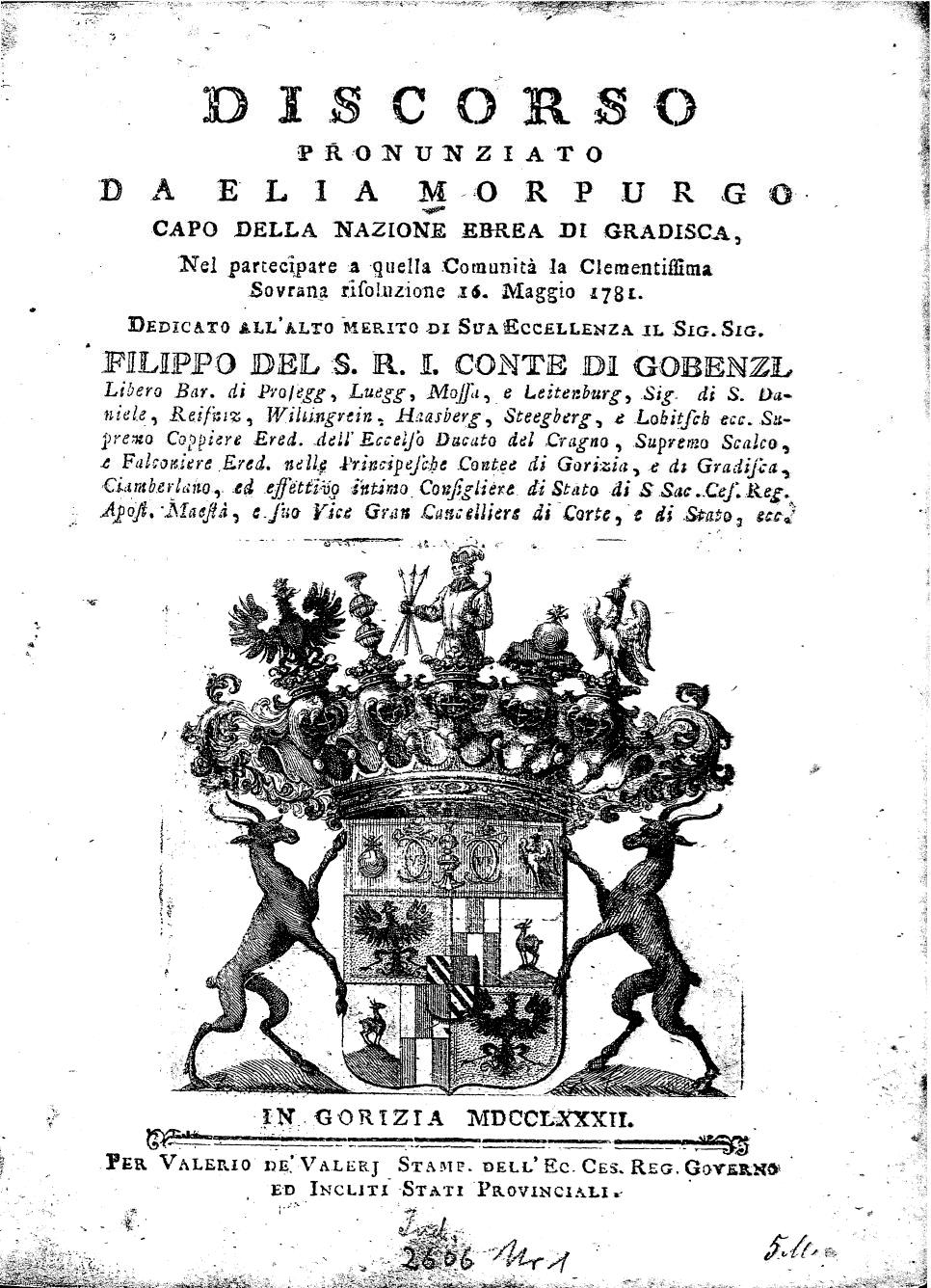
Page de titre du Discorso de Elia Morpurgo (1740-1830), un des promoteurs de la Haskala. Gorizia, 1782.
Raccolta di Osservazioni sulle assicurazioni marittime par Giuseppe Lazzaro Morpurgo, 1830. (Cliquer pour feuilleter)
Lisa Morpurgo, écrivain.
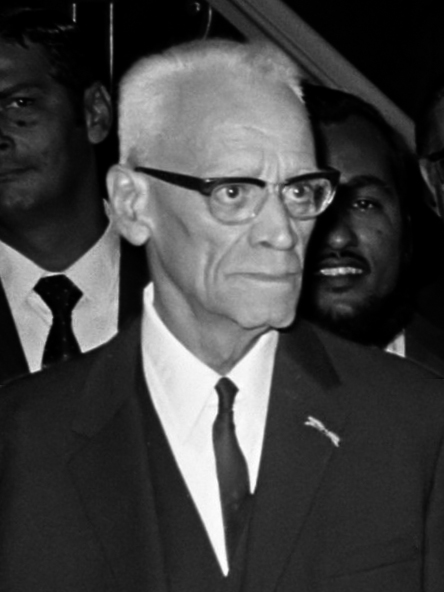
(nl) Johan Alfred Morpurgo, journaliste et homme politique catholique du Suriname.
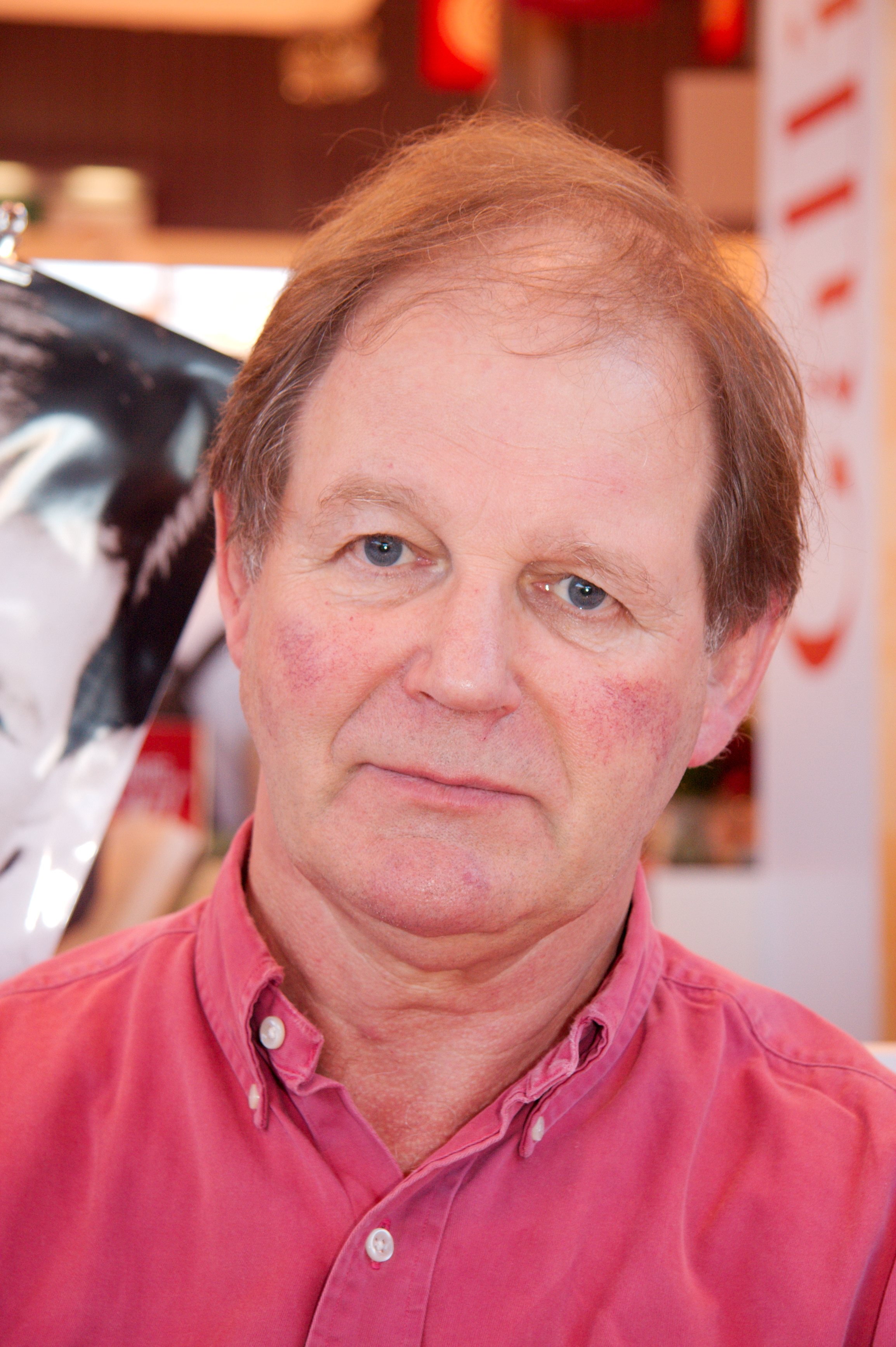
Michael Morpurgo, artiste et romancier britannique, 2009.
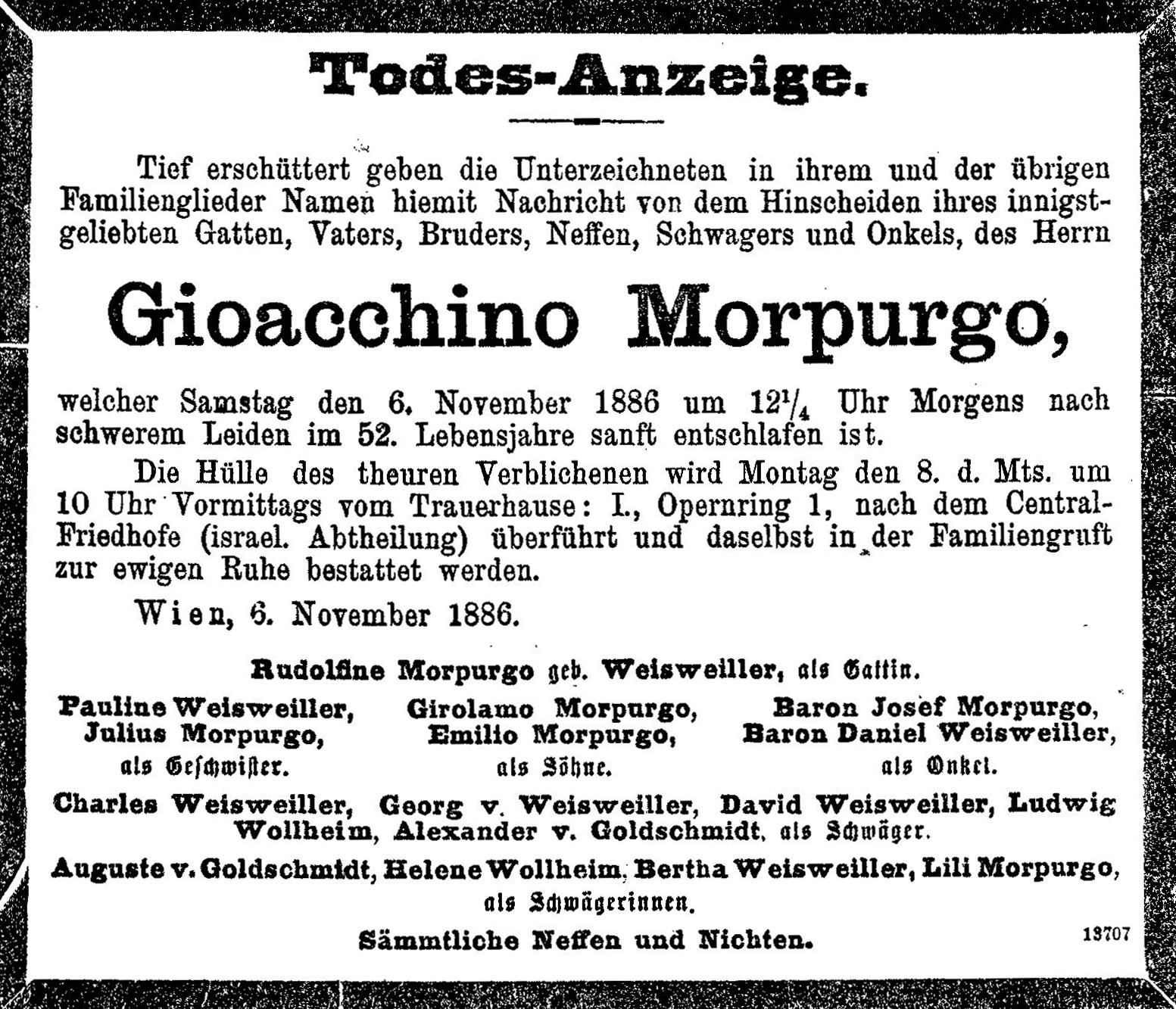
Avis de décès de Gioacchino Morpurgo, Vienne, 1886.
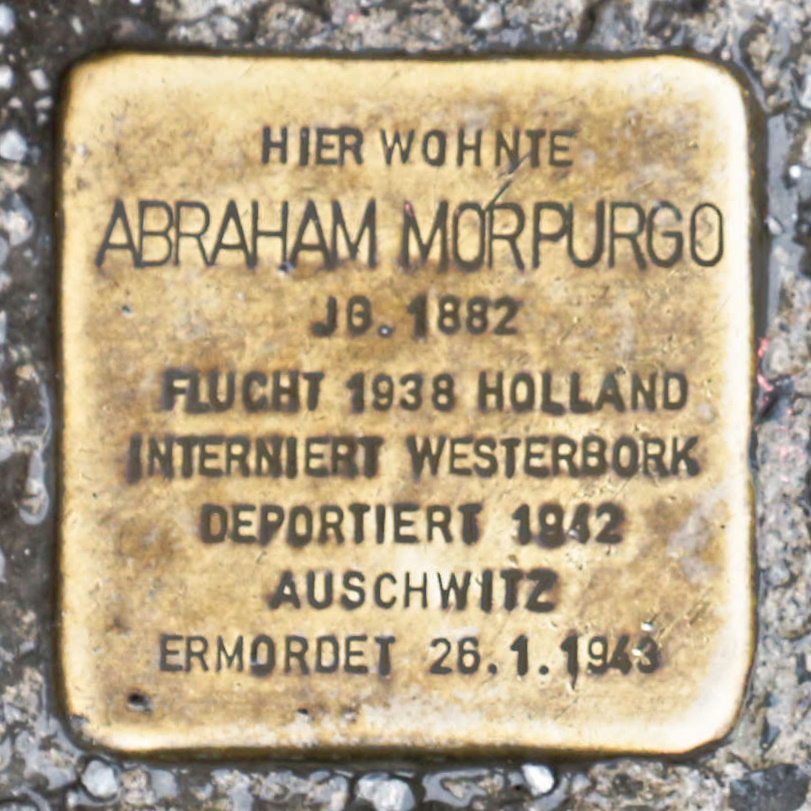
Plaque à Salzbourg (Autriche) pour Abraham Morpurgo (1882-1943), assassiné au camp nazi d'Auschwitz (Pologne).
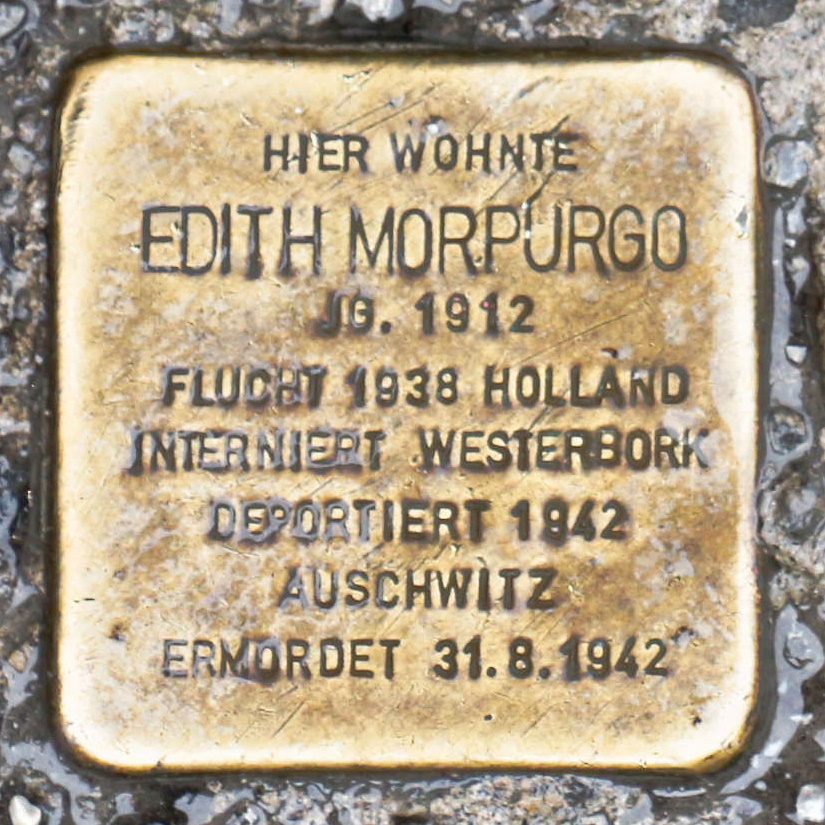
Plaque commémorative à Salzbourg (Autriche) pour Edith Morpurgo (1912-1942), assassinée au camp nazi d'Auschwitz (Pologne).
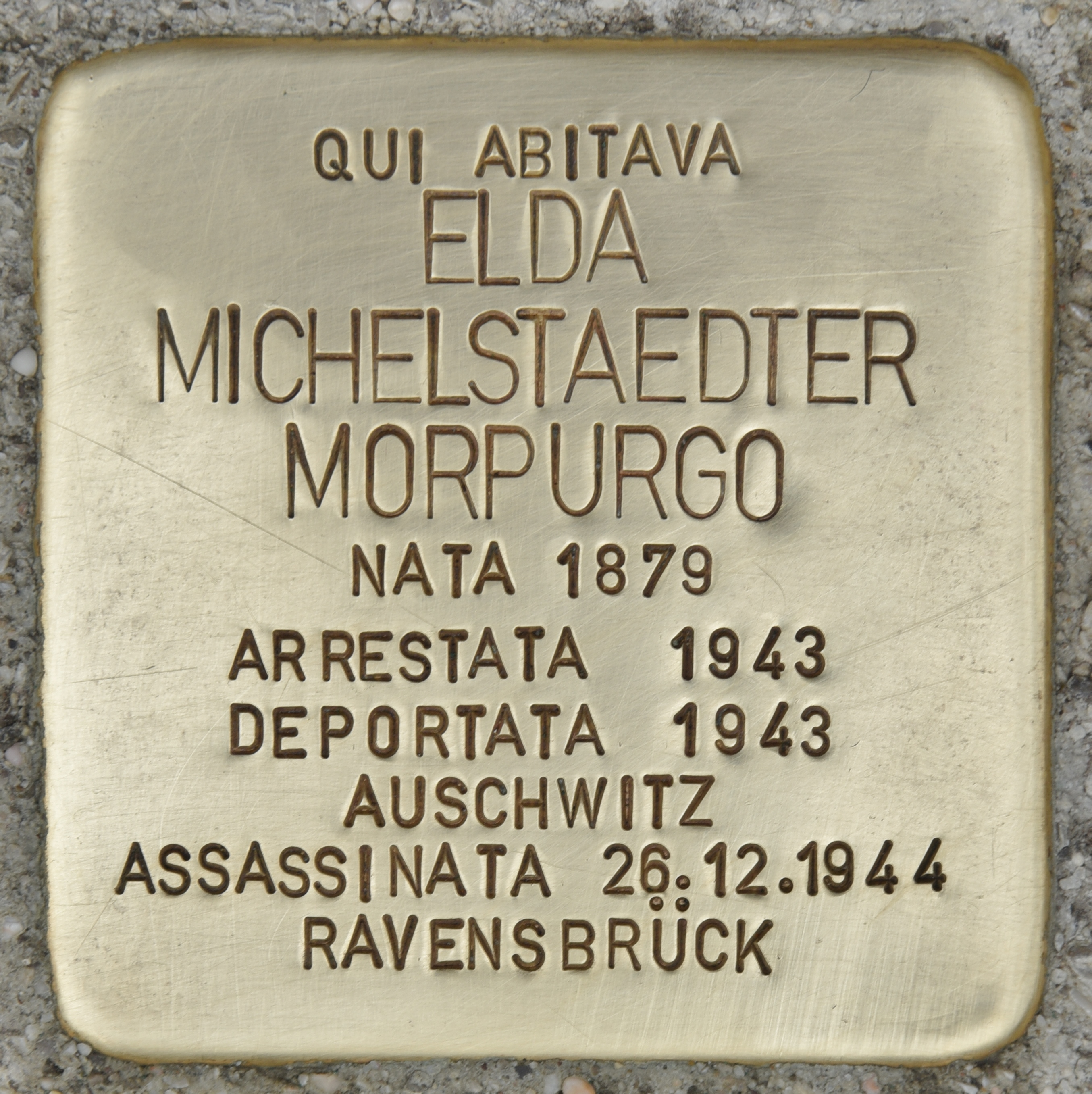
Plaque dans le Frioul-Vénétie Julienne pour Elda Michelstaedter Morpurgo (1879-1944), assassinée au camp nazi de Ravensbrück.
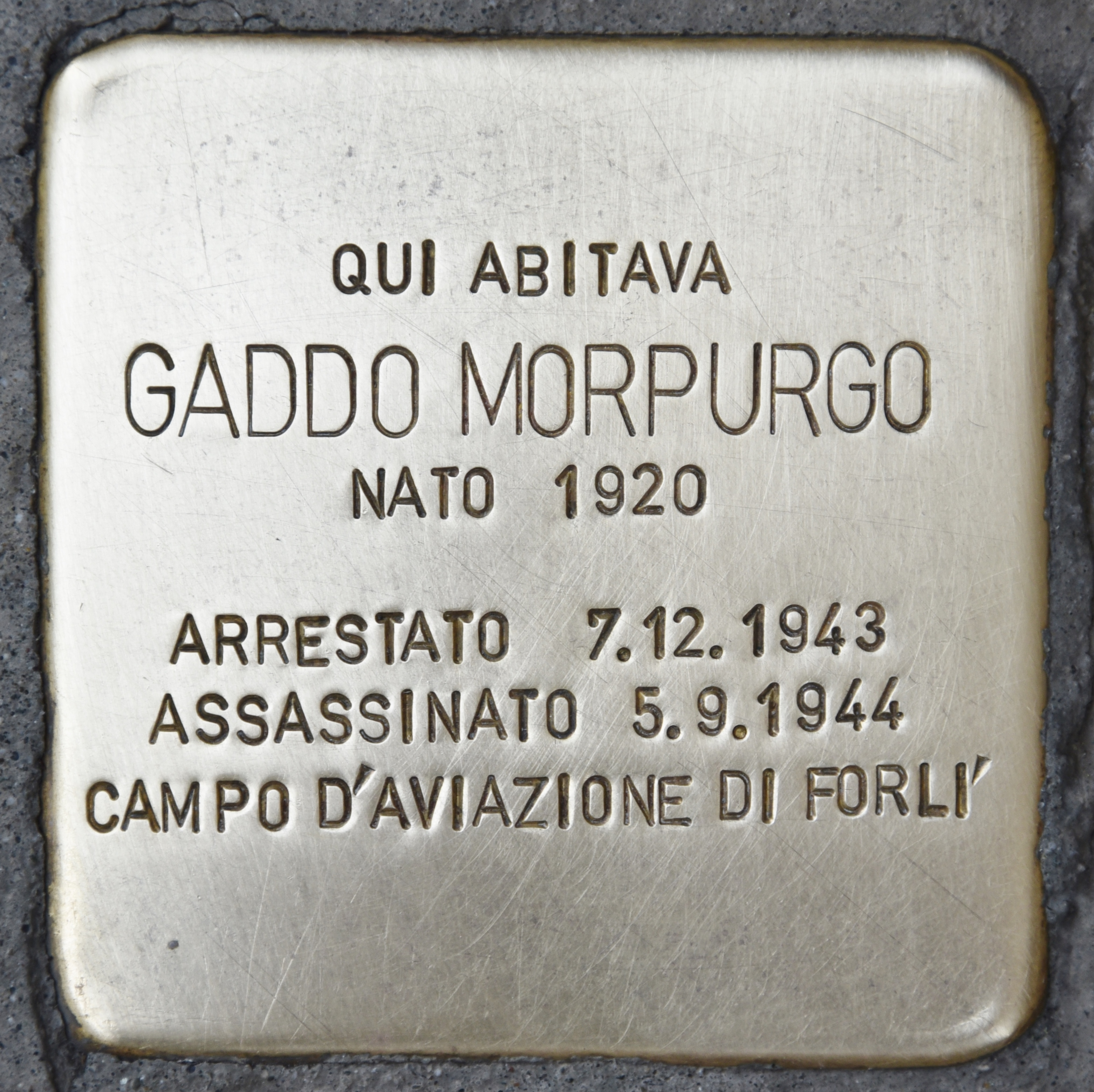
Plaque dans la région des Marches pour Gaddo Morpurgo (1920-1944), assassiné de Forli (Italie).
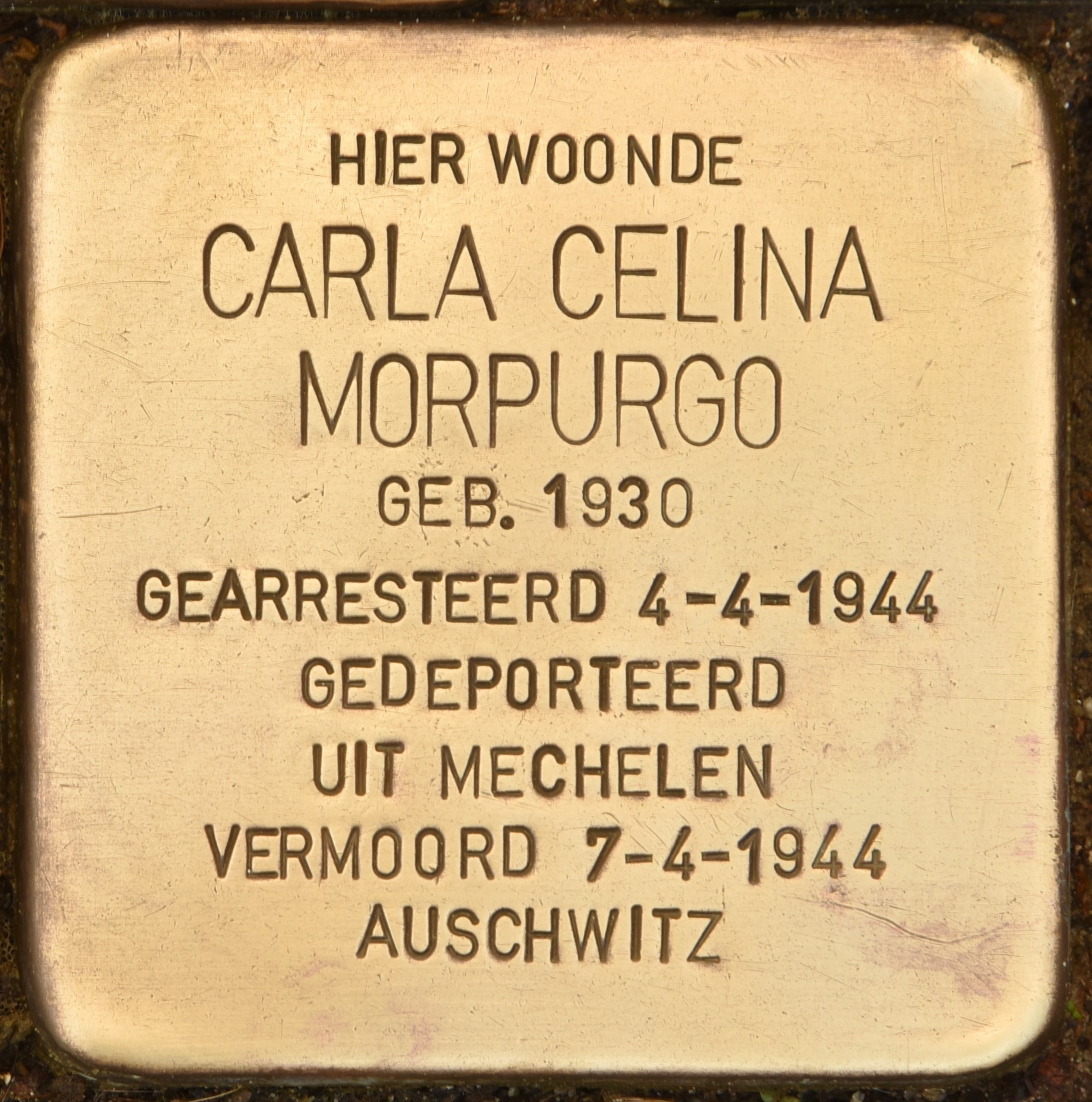
Plaque pour Carla Celina Morpurgo (1930-1944) assassinée à Auschwitz.
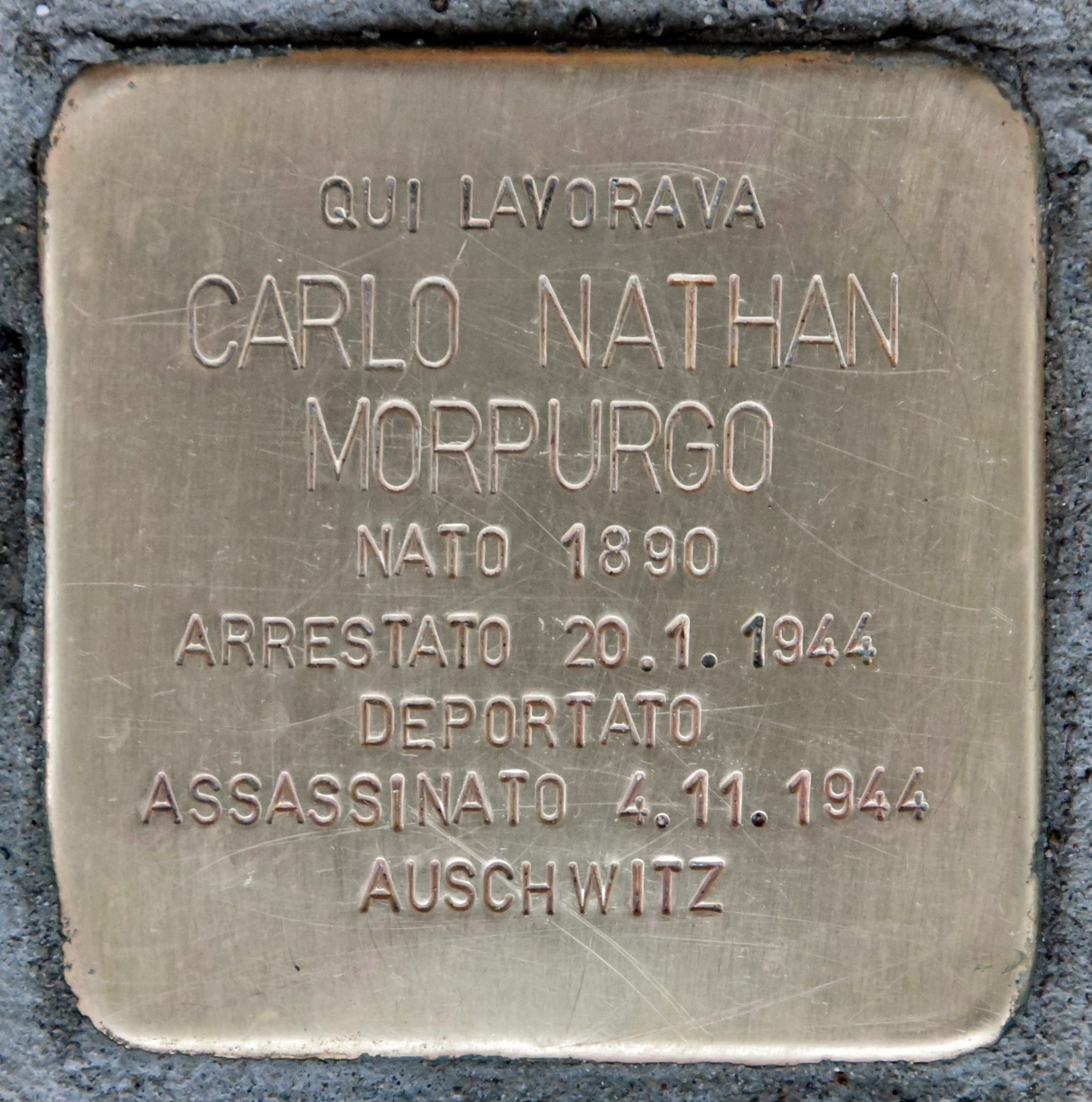
Plaque commémorative pour Carlo Nathan Morpurgo (1890-1944), assassiné au camp d'Auschwitz.
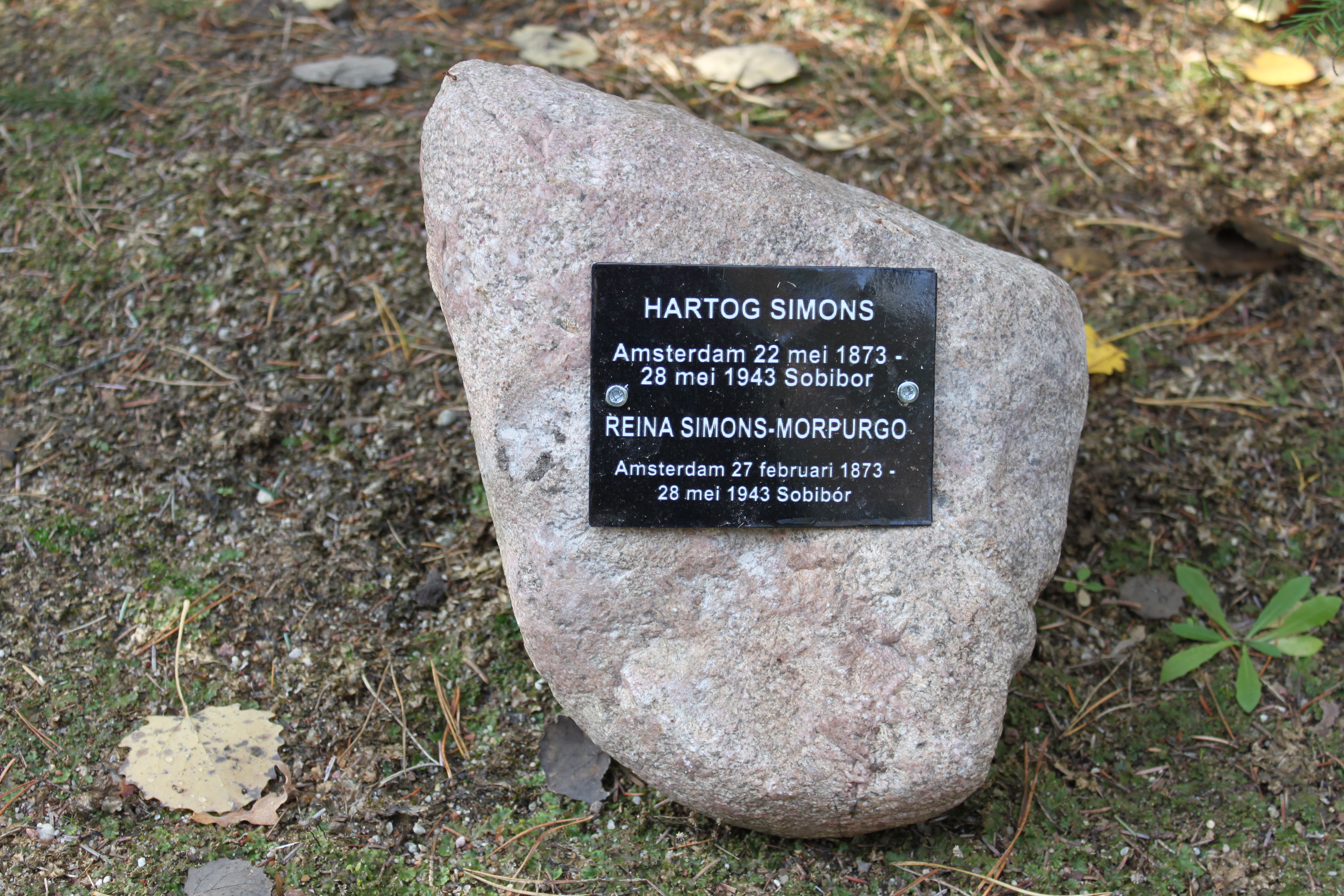
Plaque commémorative en Hollande (?) pour Hartog Simons (1873-1943) et Reina Simons-Morpurgo (1873-1943), assassinés camp nazi de Sobibor (Pologne).
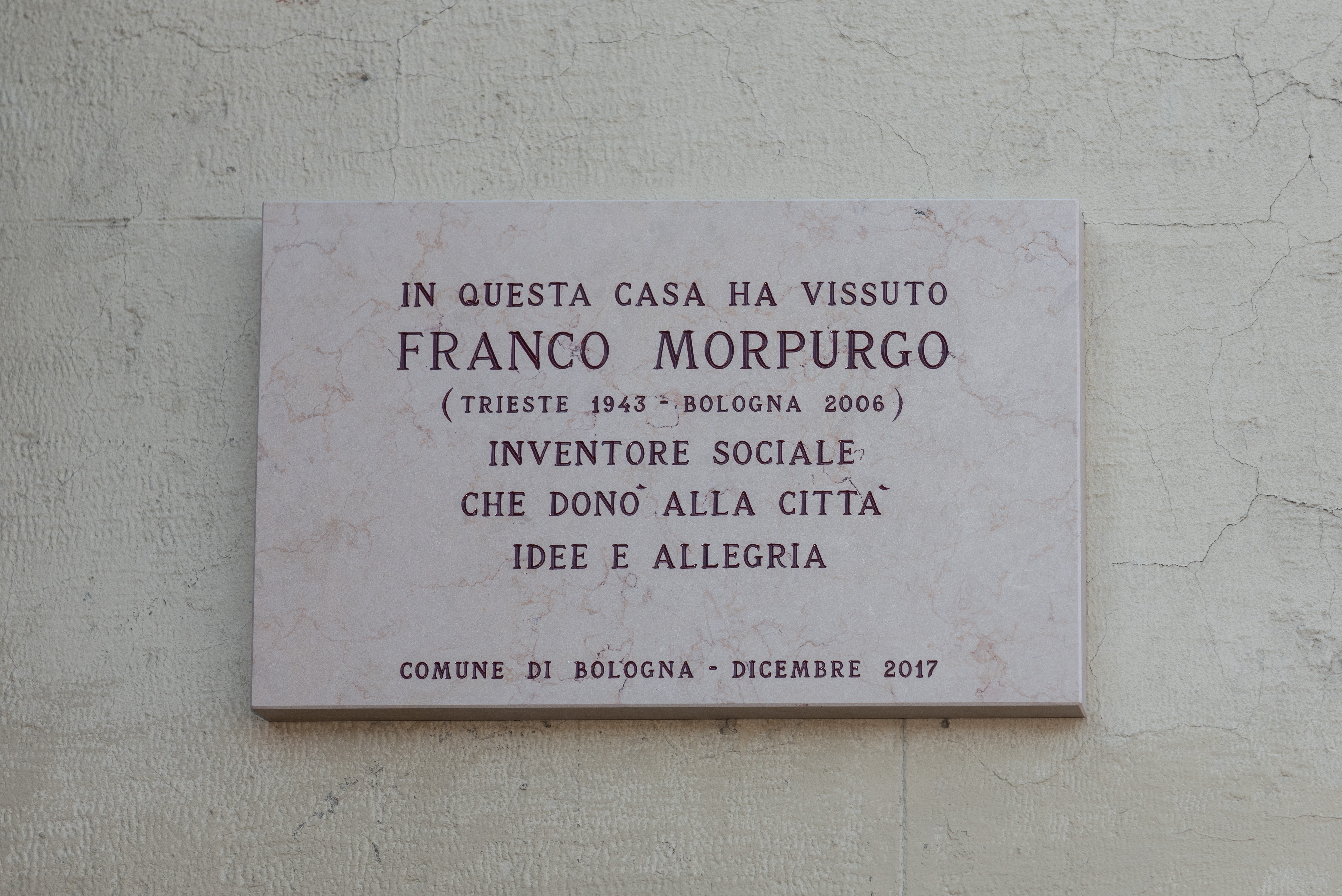
Plaque commémorative pour Franco Morpurgo (Trieste 1943-2006 Bologne), promoteur politique et culturel, Bologne (Italie)
Villa Morpurgo à Preganziol dans la province de Trévise (Italie).
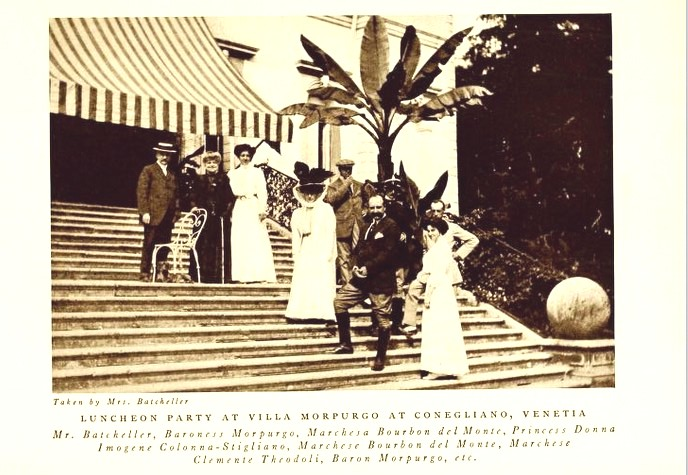
(it) Villa Morpurgo Civran Pini-Puig(également appelée "Palais Morpurgo") est une villa vénitienne de Conegliano dont les propriétaires ont été les Montalban, Civran, Morpurgo, puis la famille Pines-Puig. ici, figurent la Baronne et le Baron de Morpurgo, v. 1911.